# Toshihiro Eguchi
Vous pouvez aider à l'améliorer ou bien discuter des problèmes sur sa page de discussion.
- Il ne cite pas suffisamment ses sources. Vous pouvez indiquer les passages à sourcer avec {{référence nécessaire}} ou {{Référence souhaitée}}, et inclure les références utiles en les liant aux notes de bas de page. (Marqué depuis août 2016)
- Son ton est trop élogieux, voire hagiographique. Le texte doit adopter un ton neutre et encyclopédique (aide). (Marqué depuis janvier 2025)
- Il semble faire la promotion d'une idée ou d'une idéologie. Le texte doit adopter un ton neutre et encyclopédique. (Marqué depuis janvier 2025)

- Archive Wikiwix
- Bing
- Cairn
- DuckDuckGo
- E. Universalis
- Gallica
- Google
- G. Books
- G. News
- G. Scholar
- Persée
- Qwant
- (zh) Baidu
- (ru) Yandex
- (wd) trouver des œuvres sur Wikidata

Toshiro ou Toshihiro Eguchi (1873-1946) est un des leaders du renouveau du shintô au Japon, initié par l’empereur Meiji et ses partisans. Rompant avec la féodalité et le Shogunat, d’un côté l’Empereur ouvre le Japon à la technicité moderne, tandis que d’un autre côté, il remet en vigueur les fondamentaux de la mentalité nippone : l’appel à la sacralité de la Nature, l’équilibre entre les classes sociales et le rôle de méditation de l’institution impériale.
Dans divers domaines des arts et la culture, les instructions de l'empereur Meiji produisent un renouveau des thèmes shintoïstes. Dans le domaine des arts martiaux, par exemple, divers figures sont demeurées célèbres dont Maître Ueshiba (1883-1969), le fondateur de l'Aïkido. Dans le domaine de la naturopathie basée sur le syncrétisme shintô-bouddhique, le Dr Mikao Usui et son ami Toshihiro Eguchi se distinguent comme deux acteurs très connus au Japon, mais assez mal connus en Occident. Mikao Usui a reçu de l'Empereur ses dernières volontés et intégré l'enseignement de son parent à la méthode de sa création : le Reiki.

## Biographie
Eguchi ayant alors passé deux années complètes en compagnie de Mikao Usui (sans doute de 1921 à 1923). En outre, on sait que Toshihiro Eguchi a enseigné à Kyoto dans « un dojo appartenant à un M. Usui » en 1923, et que ce M. Usui « enseignait une méthode naturelle de soin depuis 1918 ».
Eguchi a en effet enseigné à ses techniques, avec son beau fils Miyazaki, au moins 500 000 étudiants au Japon. Il a publié à compter de 1928 jusqu’à sa mort en 1954 plusieurs livres sur la guérison naturelle et les soins par imposition des mains, dont « Te No Hira Ryoji Nyumon » (Introduction au soin par imposition des mains), et « Te No Hira Ryoji Wo Kataru » (Une histoire du soin par imposition des mains).
Il se pourrait qu'Eguchi ait été rappelé à la fin de la vie de Mikao Usui (en 1926), peut-être pour lui succéder. En tout cas, il est vrai qu'il y a un changement radical dans les grades et le contenu des enseignements du Reiki vers 1925/1926 au sein de la clinique universitaire Reiki de Tokyo : la Usui Reiki Ryoho Gakkai. On sait aussi qu'Eguchi pratiquait le soin par les mains mais aussi visualisait des symboles de guérison, qu'il ne les transmit pas à des tiers. Il enseignait sa méthode gratuitement et soignait de même, par contre, il acceptait les dons à la discrétion des généreux donateurs (selon le Professeur Rabinovitch).
Dans son livre publié au Japon en 2000 et consacré à Toshihiro Eguchi et ses techniques de « Tenohira-ga Byoki-o Naosu » (sous ce titre), appelé « Téa-Té » dans la technique Reiki du Dr Usui, Mihashi Kazuo (également auteur d'un livre sur les Kototama en langue chinoise) affirmait que Eguchi aurait été formé au système Usui Reiki Ryoho Gakkaï à la clinique universitaire Reiki de Nagano, près de Tokyo. Il y aurait été présenté par une Mme Tamura à Taketomi Kainichi (1878-1960) et Ushida Jûzaburô (1865-1935), alors successeurs de Mikao Usui comme directeurs de la clinique universitaire en triumvirat avec le Dr Chujiro Hayashi.
Mihashi Kazuo affirme que la principale critique d’Eguchi envers le système Usui fut le coût alors extrêmement élevé des formations, qui provoquera d’ailleurs un éclatement de la Fondation : d'un côté la Usui Reiki Ryoho Gakkai, de l’autre T. Eguchi (avec son propre système gratuit « Tenohira Ryoji Kenkyu-kaï »), et encore Chujiro Hayashi (avec son propre système hors de prix, le « Hayashi Reiki Kenkyukai »). Il semble également que l'admiration d'Eguchi pour les fascistes italiens (une photo montre Eguchi faisant le salut fasciste en chemise brune) ait amené une rupture avec les autres praticiens de Reiki, dont surtout le Cdt Hayashi, opposé au nationalisme.
Les étudiants formés par le Dr Mikao Usui étaient au nombre de 2000 en 1927, le Reiki étant pratiqué principalement dans les hôpitaux de la Marine navale nippone (70 lieux de pratique ont été dénombrés par le Ministère de la santé en 1940). Il revient à Toshihiro Eguchi d'avoir formulé une variante plus simple du Reiki et de l'avoir diffusé gratuitement dans toutes les classes sociales du Japon. Environ 5 millions de Japonais pratiquent une des formes de la méthode Eguchi de nos jours, principalement comme technique familiale exercée par les femmes ou en premiers soins d'urgence.

## Spécificités du Reiki de Mikao Usui et du système de soin d'Eguchi
Dans la méthode Reiki, le praticien doit apprendre, pratiquer et expérimenter cinq éléments principaux : les positions des mains, les méditations et techniques, les 5 préceptes, les 4 symboles et leurs Kototamas, ainsi que le « Reiju ». Au Japon, Reiju est le nom donné à la méthode qu’un enseignant utilise pour communiquer avec son élève sur un plan subtil et transférer la capacité à pratiquer le Reiki. Au cours de son voyage du Japon vers l’Occident, le Reiju a vu se transformer un certain nombre de ses aspects, y compris son nom. En Occident, sa forme dérivée est généralement connue sous le nom d’initiation, d’harmonisation ou de transformation.
Ueshiba Morihei, un mystique japonais du début du XXe siècle, fondateur de l’Aïkido et ami de Mikao Usui et Toshiro Eguchi, a dû répondre un jour à la question suivante d’un de ses élèves : « Sensei, comment cela se fait-il que lorsque je pratique avec vous au dojo, mon travail se passe très bien alors que lorsque je pratique seul à la maison, je n’arrive jamais à atteindre les mêmes niveaux d’excellence ? » Ueshiba répondit : « Parce que dans ce dojo, tu fais Un avec moi et je fais Un avec toi ».
Conscient de ce phénomène de syntonie, Mikao Usui choisit de transmettre le Reiki par un Reiju. Le Reiju s’analyse comme une méthode destinée à stabiliser et développer la connexion subtile entre élève et enseignant, puis amener cette connexion dans la sphère consciente pour aider les praticiens à reproduire spontanément ce que parvenaient à faire des praticiens experts comme Ueshiba, Eguchi ou Usui.
Pendant le Reiju, les élèves peuvent faire l’expérience d’une union avec le cosmos, au travers du rituel. Ce type de sensation n’est pas inhabituel pendant le Reiju, et est en général temporaire. Elle peut être qualifiée d’expérience initiale ou initiatique. Le Reiju est pratiqué au Japon à chaque réunion des praticiens, et pour ceux qui l’ont appris, avant chaque pratique de Reiki. Par la suite, cet état d’union ne nécessite plus aucun rituel, la connexion est opérée automatiquement.
Dans un ouvrage japonais récemment publié sur la vie de Toshihiro Eguchi (Eguchi était réputé comme guérisseur, il était un ami et un étudiant d’Usui), appelé « Tenohira-ga Byoki-o Naosu » (« Guérissez vos maladies avec vos mains »), il est raconté qu’Eguchi pratiquait un type particulier de Reiju appelé « kosho michibiki » et tiré d’un rituel bouddhique connu dans le Bouddhisme Shingon et le Bouddhisme Tendaï. Le rituel est appelé « Do Shimbo » dans le Shingon, en relation avec le culte de la divinité Rajagara 愛染明王 en sanscrit ou Aizen-myo-o 愛染妙王(Roi des passions) au Japon. Kosho Michibiki, la "Guidance Illuminatrice" (la forme de reiju utilisée par Eguchi), est directement tirée du Bouddhisme Tendaï. Dans le texte "Nyorai-komyo-raihai-gi, un sûtra bouddhiste sous forme poétique, il s’inscrit en préalable initiatique à l’invocation des 12 grandes lumières du Bouddha Amida (qui sont en rapport les 12 constellations zodiacales, aussi présentes sous la forme de nos 12 canaux de souffle interne ou péridromies en acuponcture, en relation avec les 12 chaînons de la causalité karmique énoncés par le Bouddha au Sanyuta Nikaya). L’équivalent tibétain de cette pratique se nomme « P'owa ». C'est un rituel qui met en œuvre la lumière du Bouddha Amitabha (Amida au Japon) pour expulser du corps les souffles viciés et même à un certain niveau de pratique la conscience de son corps, qui pourra ainsi s'unir à un être en cours de conception (c'est alors un « tulkou », un corps de création ou « lama réincarné » comme disent les Occidentaux) ou sortir du cycle des existences (c’est notamment l’objectif de la pratique Bouddhisme Dzogchen du « Corps d'arc-en-ciel »). Le grand maître tibétain Marpa disait de cette méditation qu’il s’agissait d’une méthode permettant d’atteindre l’Eveil sans méditer (pratique complète à http://webcache.googleusercontent.com/search?q=cache:po9fepG67e4J:www.lioncity.net/buddhism/index.php%3Fact%3DAttach%26type%3Dpost%26id%3D10255+12+lumières+d%27amitabha&hl=fr&ct=clnk&cd=1&client=safari ). C'est certainement cette pratique que le Cdt Hayashi a utilisée pour ne pas être rappelé à son poste de médecin au service de la Navale et que l'on a présenté en Occident comme un suicide.